# Бегежан
Бегежа́н (каз. Бегежан) — село у складі Костанайського району Костанайської області Казахстану. Входить до складу Ульяновського сільського округу.
Населення — 149 осіб (2021; 314 у 2009, 585 у 1999, 626 у 1989).